# Стадион Хесус Бермудез
Стадион Хесус Бермудез (шп. Estadio Jesús Bermúdez) је вишенаменски стадион који се налази у Оруроу, Боливија. Највише се користи за фудбал и атлетику. Стадион има капацитет за 33.000 гледалаца и служи као домаћин фудбалском клубу Сан Хосе.

## Историјат стадиона
Стадион је отворен 1955. Име је добио по Хесусу Бермудезу, првом голману боливијске репрезентације. Стадион је био домаћин две утакмице Копа Америка 1975. и утакмице за треће место Копа Америка 1997. године.
Трагедија се догодила дана 20. фебруара 2013. године, када је 14-годишњи навијач клуба Сан Хосеа убијен током утакмице Копа Либертадорес 2013. против Коринтијанса на стадиону након што га је раменом ударио 17-годишњи навијач Коринтијанса, касније је исти осуђен у Бразилу.  Истрага је закључила да је навијач умро након што му је пластична цеваста ракета улетела директно у око и „продрла му у лобању“, убивши га одмах.  КОНМЕБОЛ је првобитно пресудио да ће Коринтијанс играти следећих 60 дана као резултат инцидента иза затворених врата, , али је касније смањио забрану на један домаћи меч и казну од 200.000 долара, и без навијача Коринтијанса на гостовањима за 18 месеци.